# Lihue
Lihue es una región censo-designada ubicada en el estado estadounidense de Hawái. Es la sede del condado de Kauai.

## Geografía
De acuerdo con la Oficina del Censo de los Estados Unidos tiene un área de 18,5 km², los cuales 16,4 km² cubiertos de tierra y 2,1 km² cubiertos de agua. Lihue se ubica aproximadamente 10 m sobre el nivel del mar.

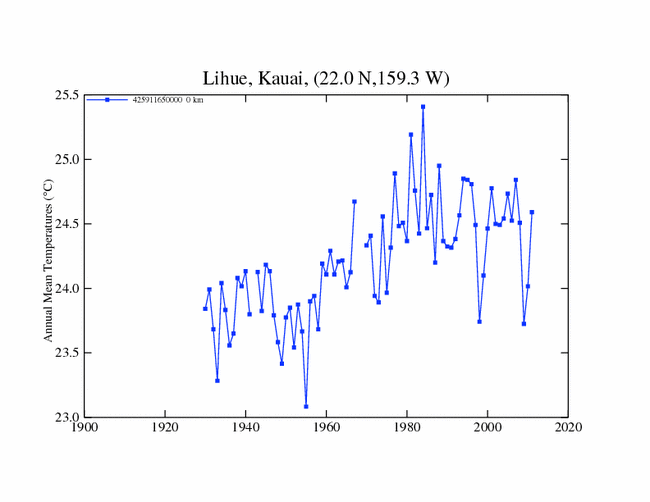
Termografía del aire en casilla, 1929 a 2012

## Demografía
Según el censo estadounidense de 2000, su población era de 5.674 habitantes.
Según la Oficina del Censo en 2000 los ingresos medios por hogar en la localidad eran de $44.906, y los ingresos medios por familia eran $56.875. Los hombres tenían unos ingresos medios de $38.713 frente a los $28.032 para las mujeres. La renta per cápita para la localidad era de $22.619. Alrededor del 1.7% de las familias y del 4.6% de la población estaban por debajo del umbral de pobreza.